# Alice i Bob

Diagrama d'Alice i Bob usat per il·lustrar l'estratègia de criptografia de clau pública.

Alice i Bob són personatges ficticis usats en explicacions criptogràfiques, de teoria dels jocs i físiques, especialment les provinents de l'anglès. Els noms són usats per conveniència, atès que explicacions del tipus "La persona A vol enviar un missatge a la persona B" ràpidament comencen a ser difícils de seguir. Els noms, políticament correctes en usar tots dos sexes, tallen la càrrega ambigua en usar en l'explicació els adjectius, articles, etc. adequats a cada sexe. Els noms han estat triats de tal manera que concordin amb les primeres lletres de l'alfabet (persona A és Alice, persona B és Bob).
Altres noms s'utilitzen per descriure altres rols, com Oscar (adversari, opponent en anglès) o Eva (una espia, eavesdropper en anglès) entre d'altres. Aquests personatges són usats de manera usual per il·lustrar demostracions d'atacs i realitzar explicacions sobre protocols. Depenent de l'idioma, es poden trobar altres noms (com per exemple Carole, Bernard en francès).